# Sincerity Is Scary
‘Sincerity Is Scary’는 잉글랜드의 인디 록 밴드 The 1975의 노래이다. 2018년에 발매한 밴드의 세 번째 정규 음반인 “A Brief Inquiry into Online Relationships”의 네 번째 싱글로 2018년 9월 13일에 싱글컷되었다. The 1975의 전 멤버가 작사 및 작곡에 참여하였으며, 프로듀싱은 드러머인 대니얼과 리드 보컬리스트인 힐리가 맡았다. 인디 팝, R&B, 네오 소울 장르의 노래이며, 재즈 요소도 약간 가미되어 있다.
제인 로의 비츠 1에서 처음으로 공개되었으며, 발매 후 음악 평론가로부터 호평을 받았다. 상업적으로는 영국과 아일랜드 차트에서 각각 57위와 66위까지 올라갔다. 뮤직 비디오는 11월 21일 공개되었으며, 밴드는 BBC 라디오 1의 라이브 라운지에서 공연을 펼쳤다.

## 배경
The 1975는 영국의 시골에서 ‘Sinceirty Is Scary’를 쓰기 시작하였다. 음원 공개 후 두 달도 채 되지 않아 사망한 로이 하그로브는 트럼펫 파트로 참여하였다. 힐리는 피치포크에서 로이와 일하는 것이 "강렬하다. 그를 방에 들여놓으면 너무 무서울 것이다"라고 말했지만, 이어 "내가 한 방에 있는 것 중 가장 훌륭한 음악가였다"고 덧붙였다.

## 평가
노래는 음악 평단으로부터 긍정적인 반응을 받았다. 뉴 뮤지컬 익스프레스의 리안 달리는 "성실함은 무서울 수 있지만, 매티의 시도는 여전히 스펙트럼의 다른 부분의 끝에 있는 가사만큼 아름답고 생각을 자극하게 된다. 이번에는, 그가 훨씬 더 인간적인 느낌을 받는다."고 언급하였다. 빌보드의 마리나 페드로사는 "이 곡은 우아한 멜로디로 기분 좋은 분위기를 만들어준다"고 썼다. 롤링 스톤의 마우라 존스턴은 "가스펠 합창단과 함께 힐리의 희망적인 믿음으로의 도약을 강조하는 사람들 사이의 차이를 뒤흔들어 놓은 곡"이라고 언급하며, 이번 음반에서 최고의 곡이라고 언급하였다. 컴플렉스의 프레이터 사프는 2018년 최고의 노래 6위로 이 곡을 선정하였다.

## 차트
| 차트 (2018-19)                      | 최고 순위 |
| ----------------------------------- | --------- |
| 아일랜드 (IRMA)                     | 66        |
| 스코틀랜드 (OCC)                    | 84        |
| 영국 싱글 차트 (OCC)                | 57        |
| 미국 핫 록 & 얼터너티브 송 (빌보드) | 20        |

## 인증
| 국가                               | 인증 | 판매량/출하량 |
| ---------------------------------- | ---- | ------------- |
| 영국 (BPI)                         | 실버 | 200,000       |
| 판매량+스트리밍을 기반으로 한 인증 |      |               |